# تشارلز ريتش
تشارلز ريتش (بالإنجليزية: Charles Rich)‏ هو قاضي وسياسي أمريكي، ولد في 13 سبتمبر 1771 في المملكة المتحدة، وتوفي في 15 أكتوبر 1824 في الولايات المتحدة. حزبياً، نشط في الحزب الجمهوري الديمقراطي. وقد انتخب عضو مجلس النواب الأمريكي.